# Stanisław Dolny

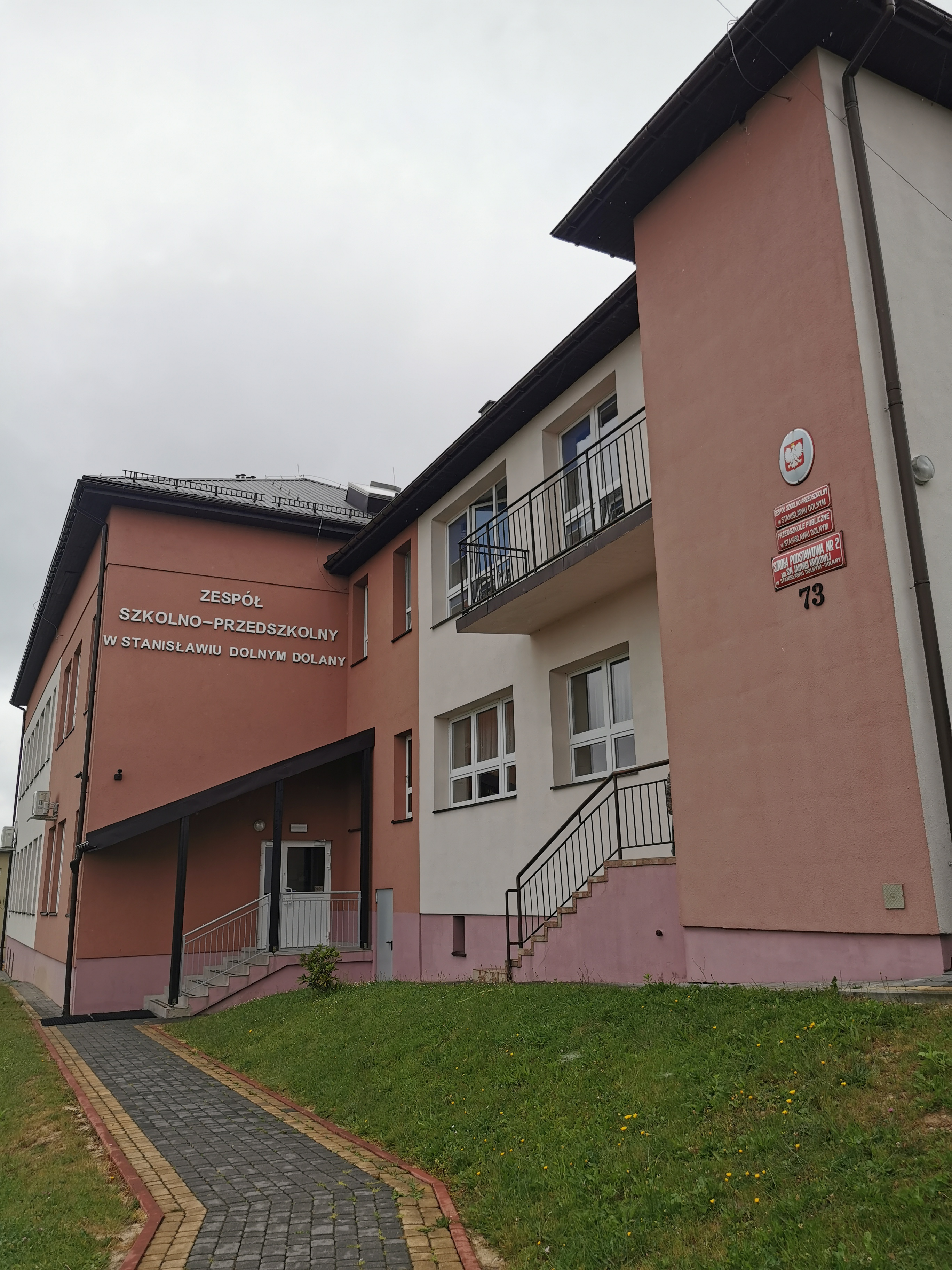
Budynek szkoły w Stanisławiu Dolnym (Dolany)

Stanisław Dolny – wieś w Polsce, położona w województwie małopolskim, w powiecie wadowickim, w gminie Kalwaria Zebrzydowska, na Pogórzu Wielickim (położona na wysokości 280–350 m n.p.m.), przy drodze lokalnej Kalwaria Zebrzydowska – Stanisław – Wadowice na północ od Kalwarii.
W latach 1975–1998 miejscowość administracyjnie należała do województwa bielskiego.
Siedziba rzymskokatolickiej parafii św. Stanisława Biskupa Męczennika w Stanisławiu Dolnym.

## Integralne części wsi
| SIMC    | Nazwa      | Rodzaj     |
| ------- | ---------- | ---------- |
| 0056957 | Czerna     | przysiółek |
| 0056934 | Dolany     | część wsi  |
| 0056963 | Drabóż     | przysiółek |
| 0056970 | Kępki      | przysiółek |
| 0056940 | Sołtystwo  | część wsi  |
| 0056986 | Sosnówka   | przysiółek |
| 0056992 | Zagórze    | przysiółek |
| 0057000 | Zastawiska | przysiółek |

## Pochodzenie nazwy
Nazwa wsi "Stanisław"  utworzona została od imienia założyciela - Stanisława.  Dokładne dane dotyczące jego tożsamości nie są znane.
Po raz pierwszy, nazwa miejscowości Stanisław pojawiła się w historycznych dokumentach z 1383 roku (Pascouicz et Stanislaw villis), odnosząc się do wsi znajdującej się na terenie dzisiejszej gminy Kalwaria Zebrzydowska.
Jednak z czasem, w źródłach historycznych z XV wieku, zaczyna się pojawiać forma "Półstanisławice". Ta zmiana sugeruje, że pierwotna osada mogła zostać podzielona na dwie osobne miejscowości. Analogiczny proces sugeruje wariant pluralny "Stanisławie", odnotowany w XVI wieku.
Określenie Dolny i Górny, które obecnie różnicuje dwie wsie, zostało wprowadzone w XVII wieku. Ta zmiana, zapewne wynikła z potrzeby dokładniejszego określenia geograficznego położenia obu osad. Dodatek "Dolny" odnosi się prawdopodobnie do położenia geograficznego miejscowości, leżącej na terenie obniżonym w porównaniu z okolicznymi terenami, a także do jej lokalizacji w stosunku do innej, "górnej" części Stanisławia.

## Historia
Pierwsza wzmianka o tej osadzie pochodzi z 1274 roku, kiedy po układzie między książętami Władysławem Opolskim a Bolesławem Wstydliwym, ziemia na której znajdowała się osada, znalazła się w obrębie Śląska Oświęcimskiego.
W XIII wieku Stanisław Dolny był niewielką osadą z niewielką populacją. Jednakże, wraz z podziałem Księstwa Opolskiego między rodów książęcy, kwestia osadnictwa stawała się coraz bardziej aktualna. Brak pieniędzy u władz opolskich spowodował, że dworzan, urzędników i rycerstwo uposażano ziemią. W Stanisławiu Dolnym osadnictwo przeprowadzone było systemem zwanym kolonizacją na prawie niemieckim.
Stanisław Dolny w kolejnych wiekach przeszedł przez wiele rąk. W 1448 roku, po pertraktacjach z królem Kazimierzem Jagiellończykiem, wieś znów stała się własnością Włodka Skrzyńskiego. W 1564 roku Stanisław Dolny wraz z księstwami oświęcimskim i zatorskim został inkorporowany do Korony Polskiej, tworząc powiat śląski.
XVII wiek przyniósł ze sobą wiele znaczących wydarzeń, takich jak budowa klasztoru w Kalwarii Zebrzydowskiej fundowanego przez Mikołaja Zebrzydowskiego czy udział mieszkańców wsi w oporze przeciwko najeźdźcy szwedzkiemu. Wiek ten był również czasem wielkich ruchów społecznych na tym terenie, kiedy to rosnący wyzysk chłopów przez szlachtę doprowadził do organizowania powstań.
W 1772 roku, po pierwszym rozbiorze Polski, ziemia wadowicka, a wraz z nią Stanisław Dolny, znalazły się pod panowaniem Austrii. Rząd austriacki sprzedał królewszczyznę barwałdzką, co przyczyniło się do jej rozdrobnienia. Mimo to, wieś przeżywała okres rozwoju szewstwa i stolarstwa, szczególnie po założeniu klasztoru.
Jednakże, Stanisław Dolny nie był wolny od klęsk. Epidemie cholery i tyfusu w czasie wojen szwedzkich, jak i epidemia tyfusu głodowego w 1847 roku, stanowiły smutną kartę w historii wsi. W roku 1846 wieś doświadczyła masowych rozruchów i walk z panami, co przyczyniło się do ruiny gospodarstw.
Początek XX wieku przyniósł nowe wyzwania i możliwości dla mieszkańców Stanisławia Dolnego. W 1910 roku otwarto we wsi szkołę, która mieściła się w wynajętej sali w budynku Jana Pacuta. W czasie I wojny światowej, Stanisław Dolny ucierpiał na skutek działań wojennych, jednakże po 1915 roku huk armat ustąpił. W 1917 epidemia czerwonki spowodowała śmierć kilkudziesięciu osób.
Po zakończeniu II wojny światowej, Stanisław Dolny, który nie doznał znacznych strat w trakcie działań wojennych, zaczął stopniowo odradzać się i rozwijać
W XX wieku wieś stała się prężenie rozwijającym się ośrodkiem szewstwa na terenie województwa małopolskiego.  

## Szewstwo w Stanisławiu Dolnym
Stanisław Dolny jest częścią tzw. "kalwaryjskiego zagłębia obuwniczego", obejmującego również wsie Zebrzydowice, Brody i Przytkowice. Tradycje tej branży w rejonie sięgają daleko w przeszłość, jednak znaczny rozwój szewstwa nastąpił po roku 1989. Wpłynęło na to otwarcie na chłonny rynek państw powstałych po upadku Związku Radzieckiego, zwłaszcza Ukrainy, Białorusi i Rosji.
Kluczowym momentem dla rozwoju lokalnego szewstwa był upadek Południowych Zakładów Przemysłu Skórzanego "Chełmek". Wiele osób z doświadczeniem w pracy dla "Chełmka" otworzyło własne warsztaty i małe fabryki w okolicy Kalwarii Zebrzydowskiej, co przyczyniło się do zwiększenia zamożności mieszkańców okolicznych wsi.
Obecnie szewstwo jest integralną częścią lokalnej gospodarki. W niemal każdym domu można znaleźć warsztat szewski, stolarski, hurtownię lub sklep oferujący produkty związane z branżą obuwniczą. Mieszkańcy wsi produkują i sprzedają szeroką gamę produktów, od butów po sprzęt stolarski.

## Instytucje kulturalno-oświatowe
W miejscowości funkcjonują dwie szkoły podstawowe: 
- Szkoła Podstawowa nr 1 im. Jana Pawła II w Stanisławiu Dolnym (Kępki)[7]
- Zespół Szkolno-Przedszkolny w Stanisławiu Dolnym (Dolany)[8]

## Pozostałe ośrodki
Placówka Wsparcia Dziennego "Dolandia" -  instytucja edukacyjna i opiekuńcza, działająca w Stanisławiu Dolnym Dolany od 2018 roku.  Oferuje kompleksowe wsparcie dla dzieci i młodzieży z całej okolicznej gminy, z naciskiem na aspekty opiekuńcze i wychowawcze.

## Sport
W miejscowości działają 2 kluby sportowe:
- LKS Stanisławianka w obrębie przysiółka Dolany, klub ma cztery drużyny: Seniorów (B Klasa), Młodzików, Orlików i Żaków.
- KS Sosnowianka w obrębie przysiółka Sosnówka występuje w lidze okręgowej (gr. Wadowice). Sosnowianka ma trzy drużyny: Seniorów, Juniorów Starszych i Juniorów Młodszych.